# Assedio di Pavia (1356)
L'assedio di Pavia si svolse nella primavera del 1356 e fu il primo tentativo di Galeazzo II di sottomettere la città.

## Antefatti
Pavia fu l’ultima città lombarda a essere conquistata in modo definitivo dai Visconti e, non casualmente, pochi anni dopo la conquista, Galeazzo II, richiamandosi al passato della città (che fu capitale del regno longobardo prima e del regno d’Italia poi), trasferì a Pavia la sua residenza e la sua corte e arricchì la città di monumenti (primo fra tutti la sua dimora: il castello Visconteo) e trasformò la città in un centro culturale, soprattutto grazie alla creazione dell’università (all’epoca l’unica della Lombardia). Il comune di Pavia, allora, pur formalmente ancora sovrano e indipendente, era, in particolare dagli anni Quaranta del Trecento controllato da una delle principali famiglie aristocratiche ghibelline della città: i Beccaria, che, pur senza assumere formalmente alcuna carica ufficiale, dominavano le istituzioni comunali, appoggiati da una discreta fascia di lignaggi nobiliari e di ricchi gruppi familiari di ceto popolare. Nel 1354 l’arcivescovo di Milano Giovanni Visconti provò a ottenere pacificamente il controllo della città, ma il consiglio comunale di Pavia scacciò il podestà (che era filo-visconteo) e si alleò con il marchese di Monferrato Giovanni II, allora in guerra contro i Visconti. L’anno successivo venne formata una lega, a cui aderirono i Gonzaga, gli Estensi e il marchese di Monferrato, contro Barnabò e Galeazzo II, i Beccaria, a nome del comune di Pavia, si unirono alla lega. Tra il dicembre del 1355 e il mese di gennaio del 1356, Giovanni II attaccò i territori piemontesi dei Visconti, conquistando Asti e Alba, Bernabò e Galeazzo II allora decisero di reagire inviando le loro forze verso il nemico più vicino e reputato più debole: Pavia.

## L'assedio

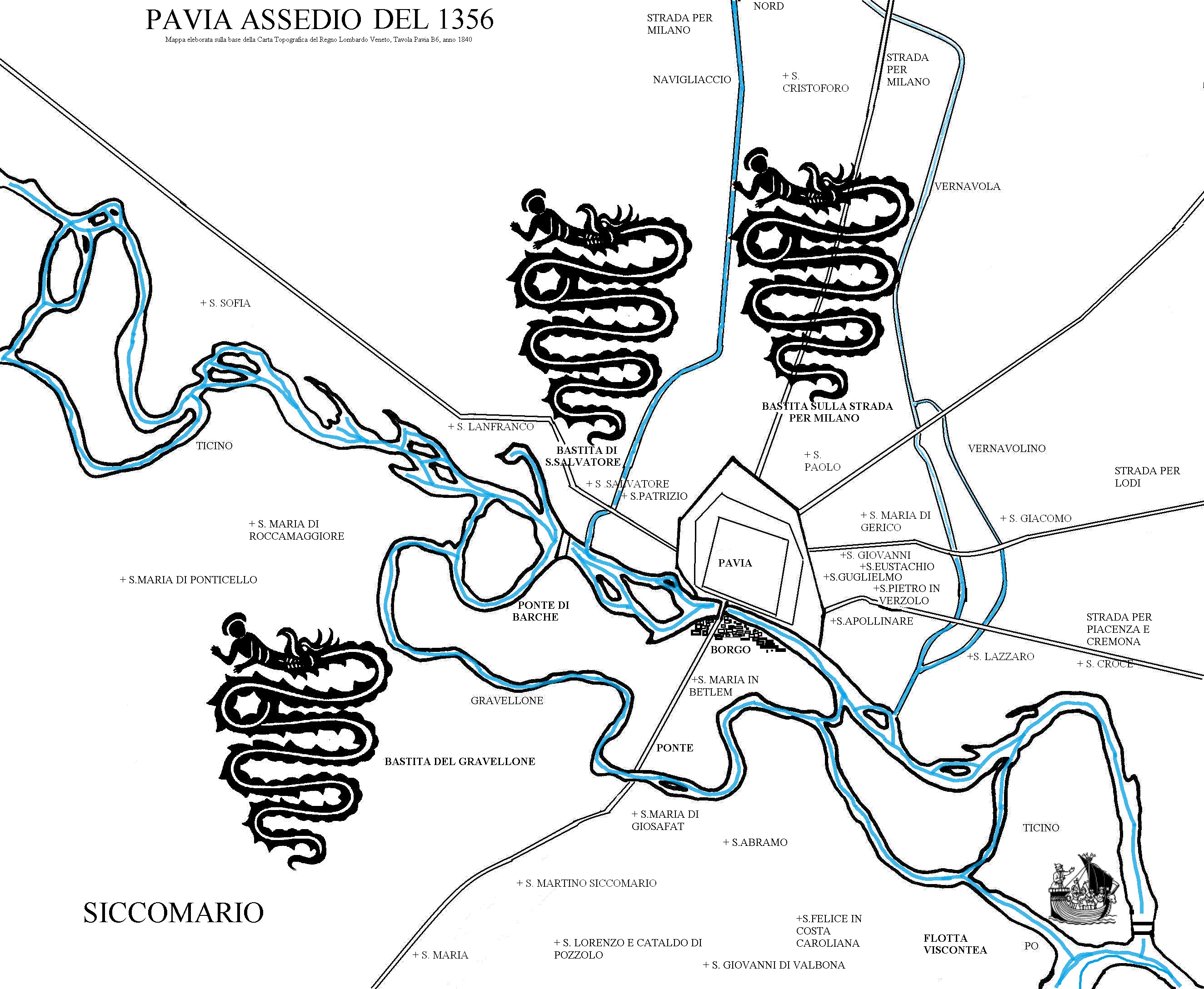
Mappa dell'assedio

Galeazzo II ben presto si rese conto che per conquistare Pavia, posta sul Ticino a poca distanza dalla foce del fiume nel Po e in possesso di una consistente flotta fluviale, doveva annientare la squadra navale avversaria e così bloccare ogni rifornimento che poteva giungere in città attraverso le vie d’acqua. Nel maggio del 1356 il Visconti radunò le sue navi a Piacenza e le inviò contro Pavia, ma esse furono intercettate dal naviglio pavese che, dopo un cruento combattimento, mise in fuga la flotta viscontea, la quale lasciò nelle mani dei pavesi anche tre navi e numerosi prigionieri. Fallito l’attacco navale, Galeazzo II, sempre da Piacenza, inviò un contingente a devastare le località controllate da Pavia in Oltrepò, tuttavia, mentre tali truppe rientravano nel territorio piacentino dopo la scorreria, furono attaccate a sorpresa dalla guarnigione pavese di stanza nel castello di Arena Po e furono sbaragliate.
Questa nuova sconfitta spinse Galeazzo II a uno sforzo ulteriore per tentare la conquista della Pavia: il signore fece radunare a Piacenza migliaia di fanti, balestrieri, cavalieri e fece approntare molte navi fortificate. Tuttavia l’assedio della città ben presto si rivelò più difficile del previsto: Pavia, infatti, pur essendo posta in una zona pianeggiante, era difesa a sud dal Ticino, oltre il quale si trovava un sobborgo della città, collegato a Pavia tramite un ponte coperto dotato di torri (ricostruito tra il 1351 ed il 1354 sulle rovine del più antico ponte romano) e non incluso nel perimetro della cinta urbana ma protetto da un ramo del Ticino, il Gravellone, allora navigabile. Lo stesso Ticino, nei pressi di Pavia, si divideva in numerosi meandri, intercalati da boschi, lanche e zone umide, ma le difese naturali della città non si limitavano al Ticino: due piccoli corsi d’acqua (il Navigliaccio e le due Vernavole) originati dalle risorgive e dotati di acque perenni, scavavano due profondi avvallamenti a est e a ovest della città. Pavia inoltre era provvista di solide opere fortificate, la città infatti disponeva di tre recinti di mura, l’ultimo dei quali caratterizzato da ampi e profondi fossati. Nel mese di maggio l’esercito di Galeazzo II si accampò nel Siccomario, una zona posta tra Po e Ticino a sud della città, mentre la flotta viscontea tentava di bloccare le vie d’acqua. Ben presto, nonostante fossero disturbati da alcune sortite effettuate dagli assediati, gli uomini del Visconti perfezionarono il blocco attorno a Pavia allestendo tre grosse bastite (veri e propri accampamenti fortificati mediante opere in legno e terra). Una bastita fu realizzata a sud della città, presso il Gravellone, collegata, tramite un ponte di barche sul Ticino, con quella sorta a ovest, vicino al monastero di San Salvatore, mentre la terza fu posta a nord, lungo la strada che conduceva a Milano. Contemporaneamente le forze viscontee devastarono i dintorni della città e in particolare il Siccomario, incendiando abitazioni, mulini, aziende agricole e danneggiando le coltivazioni e tagliando vigneti e alberi da frutto. Tuttavia il blocco non fu sufficiente a far capitolare la città e lo stesso Galeazzo II, dopo poche settimane, abbandonò il teatro degli scontri e rientrò a Milano, lasciando il comando delle operazioni a Pandolfo Malatesta. Con la partenza del signore, accompagnato anche da un contingente di soldati, il marchese di Monferrato (che di fatto era ormai signore della città, tanto che il podestà di Pavia era stato nominato dal marchese) riuscì a introdurre, di notte, viveri e truppe, risollevando gli animi degli assediati. Contemporaneamente, il monaco eremitano Iacopo Bussolari spronava i pavesi a resistere alle forze nemiche, menzionando nelle prediche gli esempi degli antichi e incitando i cittadini alla lotta. Intorno alla mezzanotte del 27 maggio, dopo che i cittadini furono divisi in squadre, i pavesi, rinforzati dagli uomini inviati dal marchese di Monferrato e guidati dal Bussolari, disposero una squadra a sorvegliare la bastita posta presso il monastero di San Salvatore, mentre il grosso delle loro forze, grazie anche a delle scale, prese d’assalto all’alba la bastita situata vicino al Gravellone. L’azione colse impreparati gli uomini di Galeazzo II e in particolare i numerosi cavalieri tedeschi del suo esercito, rimasti immobilizzati nelle mischia che si era creata nell’ambiente ristretto della bastita. La struttura fu conquistata dai pavesi e dai monferrini, che catturarono molti prigionieri e, dopo aver preso il ponte gettato sul Ticino dai viscontei, si diressero verso la bastita posta a ovest, presso il monastero di San Salvatore. La guarnigione di quest’ultima, colta di sorpresa, abbandonò la fortificazione e fuggì, abbandonando armi ed equipaggiamenti. Allora i pavesi e le truppe di Giovanni II assaltarono la bastita posta a nord di Pavia, lungo la strada per Milano, la quale fu velocemente conquistata. Pavia ora era stata liberata da terra, ma rimaneva ancora intatta la flotta viscontea, che stazionava alla confluenza del Ticino nel Po. Allora le navi pavesi, imbarcati 600 fanti e aiutate da fanti e cavalieri posti sulle rive, discesero il Ticino e attaccarono la squadra nemica, che fu anch’essa sbaragliata. Nel combattimento i pavesi catturarono diverse navi dei signori di Milano, soprattutto piacentine, che furono poi portate in trionfo in città. Il fallito assedio del 1356, temporaneamente, bloccò ogni tentativo di Galeazzo II di conquistare la città, e Pavia fu nuovamente assediata dai Visconti, e questa volta in modo definitivo, solo nel 1359.